# Greppen
Greppen [Greppe en suisse allemand] est une commune du canton de Lucerne en Suisse alémanique centrale, située dans l'arrondissement électoral de Lucerne-campagne.
Elle est historiquement rattachée à Lucerne dont elle constitue une enclave avec ses voisines Weggis et Vitznau, séparées du reste du canton par le lac des Quatre-Cantons ainsi que par la commune de Küssnacht au nord.

## Géographie
Greppen est situé à la limite nord des Préalpes et des Alpes suisses nord-occidentales, sur la rive est du lac des Quatre-Cantons (golfe de Küssnacht), sur une langue de terre formée à l'époque glaciaire, au pied du versant ouest du Mont Rigi. Le paysage est marqué par le Rubibach, ruisseau qui coule du sommet du Rigi jusqu’au lac dans un ravin forestier escarpé. Le village repose ainsi sur un ancien delta de limons arrachés par l’ancien glacier aux pentes abruptes du Rigi (1 797 m d'altitude), glacier dont le Rubibach constitue l’ultime souvenir. Les surfaces forestières de la commune progressent, et la zone située en altitude est aujourd’hui largement boisée.
La commune s'élève progressivement de la route de Küssnacht vers Schwyz, formant des culs-de-sac urbanisés sur les zones agricoles et les alpages.
Sur les 550 ha de la commune, seuls 330 ha sont émergés, le reste étant sous le lac. Les surfaces sont constituées de 50,9 % de terres cultivées (cultures, vergers, vignes, pâturages), de 39,7 % de forêts et de 9,4 % de zones urbanisées. La Breitenacherried constitue une zone protégée.

### Bassin versant rhénan
Greppen s'est développé autour du Rubibach, sur la rive du lac des Quatre-Cantons, lui même sur le parcours de la rivière Reuss qui prenant sa source dans les Alpes suisses au col du Saint-Gothard, et coule vers le nord pour se jeter dans l'Aar, qui se jette à son tour dans le Rhin.

### Communes limitrophes
Greppen est limitrophe des communes de Weggis et Küssnacht dans le canton de Schwyz, et indirectement, sous le lac, de Meggen. L'emplacement bénéficie d'une situation favorable dans le triangle économique : Lucerne, Zoug, Zurich.

## Blason
Le blason de la commune de Greppen est représenté par une croix de Saint-André bleue sur fond blanc sous une tête d'enseigne rouge.
Ces armoiries sont issues d'un sceau de 1330 de Johann von Greppen, qui a repris celui des partisans autrichiens de Lucerne dont il faisait partie. Avec des variations graphiques, il a aussi été repris par leur chef Johann von Malters. La commune de Malters a des armoiries similaires.

## Toponymie
En 1867, Gatschet fait l’hypothèse que « Greppen » dérive du romanche Crap, Crep, « rocher ». Buck, en 1880, interprète Greppe comme « fossé » (Wassergraben), « allée en creux » (Hohlgasse). Brandstetter, en 1903, rejette les deux hypothèses sans rien proposer, avant de reprendre en 1919 l'interprétation de Gatschet. Oettli (1945) reprend la source du romanche crapa : « pierre, roche, paroi rocheuse ».

## Politique et administration
| Période                                  | Période  | Identité             | Étiquette   | Qualité                        |
| ---------------------------------------- | -------- | -------------------- | ----------- | ------------------------------ |
| 1979                                     | 1987     | Josef Muheim (1941)  |             | agriculteur et historien local |
|                                          |          |                      |             |                                |
| 2000                                     | 2006     | Marc Schnyder (1952) |             | PDG Also ABC Trading, Emmen    |
|                                          |          | Werner Furrer        |             |                                |
| 2016                                     | En cours | Claudia Bernasconi   | PDC, centre | cofondatrice d'ATM Engineering |
| Les données manquantes sont à compléter. |          |                      |             |                                |

## Démographie

### Évolution
En 1798, il y avait 240 habitants à Greppen. La population a augmenté jusqu'en 1860 (1798-1860: + 23,8%). La population est ensuite tombé à son plus bas niveau historique en deux étapes jusqu'en 1900. Au cours des 20 années suivantes, une croissance rapide a pu être observée grâce au tourisme (1900–1920: + 51,8 %). La population a stagné jusqu'en 1980. Depuis lors, la population a rapidement augmenté grâce à de meilleures liaisons de transport, à la douceur du climat et à la proximité de Lucerne et de Küssnacht (1980-2011: + 192,6 %). Depuis 2011, la population dépasse 1 000 habitants. Au 31 décembre 2015, il y avait 524 hommes et 512 femmes.
Sources : 1798-1837 : recensements helvétiques et cantonaux ; Office fédéral de la statistique ; Résultats du recensement de 1850 à 2000, ESPOP 2010, depuis 2011 STATPOP

### Émigration
Aux XVIIe et XVIIIe siècles, l’étude des registres montre que certains Greppois ont émigré. Les registres paroissiaux français font état d’arrivées de Bavarois, d’Autrichiens et de Suisses, dont certains de Greppen, pour repeupler les provinces d’Alsace et de Lorraine germanophones dépeuplées par la guerre de Trente Ans. Plus tard, aux XVIIIe et XIXe siècles, d’autres Greppois sont partis aux États-Unis.

### Langue
Les habitants de Greppen parlent à 94 % une langue germanique. Seul 1,30% parle l'anglais et 0,9 % le français (2000).
Le "suisse allemand" parlé à Greppen est appelé "alémanique supérieur". C'est la langue parlée dans les Alpes suisses au sud. Mais la commune est à la frontière avec l'aire linguistique dite "haut-alémanique", parlée à partir de Küssnacht et jusque dans le sud du Sundgau, en Alsace. Plus loin, l'Alsacien est considéré comme un "moyen-alémanique" ou un "alémanique rhénan".

## Histoire

Greppen, photographie aérienne (1947)

### Chronologie
Au Moyen Âge, Greppen et sa voisine Weggis sont possession des Habsbourg, originaires d'Alsace, qui s’emparent des Abbayes de Murbach et de Lucerne dont elle dépend.
- 1259 Henricus de Crepon, "Crepon" est la première mention de "Greppen" dans des registres
- 1352 La liste de l'impôt de guerre à Lucerne fait mention de 51 personnes de Küssnacht et Greppen
- 1380 Lucerne s'étend[4] le long du bras de Lucerne, outre-lac au pied du Bürgenstock et prend également possession de Weggis.
- 1385 Lucerne accueille 17 habitants de Greppen
- 1406 Lucerne achète des possessions des Habsbourg, parmi lesquelles Greppen
- 1488 La chapelle Saint-Wendelin est construite à Greppen par le maître d'œuvre Hans Felder Greppen
- 1545 Première mention d'un moulin à eau, qui fonctionnera jusque vers 1885
- 1573 Un bâtiment officiel lucernois, le Palais Ritterschen, est construit avec du tuffeau de Greppen
- 1627 Création de la confrérie de Saint-Wendelin, qui existe toujours aujourd'hui
- 1634 Greppen est érigée en paroisse et reçoit un prêtre permanent
- 1636 Construction du presbytère
- 1645 La chapelle gothique fait place à une nouvelle église
- 1647 L'évêque de Constance inaugure la nouvelle église Saint-Wendelin
- 1659 Jakob Greter ouvre l'auberge Saint-Wendelin, toujours existante
- 1684 Quatre pèlerinages vers Rome permettent de rapporter les reliques de Saint-Félix
- 1760 Arrivée des reliques de Saint-Wendelin à l'église de Greppen
- 1798 L'arbre de la liberté helvétique de Greppen est renversé par le canton de Schwyz
- 1802 Les habitants de Greppen participent au renversement de la constitution suisse
- 1809 La première école est construite dans le prolongement de l'Hôpital
- 1817-18 Grande famine
- 1819/20 Greppen et Vitznau participent à la construction de la route d'accès au Rigi via Weggis
- 1820 Achat du premier camion de pompiers pour deux doublons
- 1825 Construction du premier embarcadère sur le lac, à l'endroit de l'actuelle Schützenhaus
- 1834 Création d'un club de tir à Greppen, relancé en 1850 et 1889
- 1837 Premier bateau à vapeur navigue sur le lac des Quatre-Cantons
- 1840 Le plus ancien incendie recensé, maison et grange à Bühlhof
- 1845 Un habitant de Greppen fait partie des Freischaren
- 1847 Guerre civile suisse du Sonderbund, Greppen se voit instaurer le service militaire fédéral
- 1848 Le premier dépôt postal est créé à la maison Steinmatt
- 1869 Greppen est reliée à Zurich via le lac par une navette à vapeur
- 1870 Greppen ouvre sa propre voie d'accès au Mont Rigi à Rigi-Känzeli
- 1874 projet de liaison ferrée de Greppen avec la ligne Lac de Zurich - Saint-Gothard
- 1875 Melchior Greter ouvre l'auberge Neuhaus, aujourd'hui l'auberge Rigi / Drei Eidgenossen
- 1876 L'église reçoit ses quatre cloches, qui pèsent au total 1847 kg
- 1891 La famille Zimmermann reprend la scierie du lac
- 1893 Premières élections avec une urne
- 1897 Le téléphone arrive au village, à l'auberge de Saint-Wendelin
- 1900 La coopérative fromagère construit une fromagerie, aujourd'hui la famille Hegglin
- 1910 Arrivée de l'électricité sur la commune
- 1910 Construction d'une nouvelle école sur la vieille place, aujourd'hui centre communautaire
- 1913-1917 Le directeur Gebhard Kupferschmid dirige un foyer pour hommes à Langrieden
- 1919 Le camion de la scierie Zimmermann est la première voiture du village
- 1920 Au lieu des chapeaux du navire, une maison de fusil a été construite
- 1921 L'école communale est divisée en une école primaire et une école secondaire
- 1932 Nouvelle route cantonale au-dessus du village, la circulation automobile évite le village
- 1932 Mise en service de la liaison par bus Küssnacht-Greppen-Weggis
- 1933 Grave incendie de la scierie
- 1934 Grave inondation du Rubibach
- 1946 Reprise du pèlerinage annuel de la Saint-Wendelin, patron de Greppen, par les ouvriers agricoles de la région
- 1947 La société construit le téléphérique Bühlwäldli-Altschwändi, démantelé en 1984
- 1962 Anton Greter construit un nouveau bureau de poste
- 1962 La distribution d'eau municipale est mise en service
- 1970 Nouveau bâtiment scolaire avec salle de sport à Kapellmatt
- 1971 Le bus en bois-Hüttli doit céder la place à un bâtiment standard
- 1974 Greppen élit le premier secrétaire municipal du canton de Lucerne
- 1976 Début de la construction avec le développement de Chriesbaumhof
- 1980 Démarrage des services de santé à domicile dans la communauté de communes du Lac, appelés Spitex depuis 1991
- 1981 Aménagement foncier à Sagirain
- 1981 Début du développement de la chambre haute (au-dessus de la Kantonsstrasse)
- 1982 Aménagement du territoire dans le Kleinrieden
- 1984 La maison de retraite Hofmatt de Weggis est inauguré
- 1990 La vieille tradition du Chant des étoiles est réintroduite
- 1994 Dégâts causés par les intempéries à Oberfeld, Kleinhaus et Anger
- 1995 La doyenne du canton de Lucerne, Marie Greter, décède à Greppen à l'âge de 107 ans
- 1995 Les pompiers reçoivent un véhicule de surveillance
- 1996 Une femme est élue pour la première fois au conseil municipal
- 1996 Développement d'un projet général d'approvisionnement en eau (GWP)
- 1996 Rejet de l'augmentation d'impôt de 2,1 à 2,3 %
- 1997 Début de la démarche municpale participative (échange d'idées entre autorités et citoyens)
- 1998 Fusion des recettes des impôts de Greppen et Weggis
- 2002 Le tir de 300 mètres au-dessus du lac est interdit pour raisons environnementales
- 2009 750e anniversaire de Greppen

### Familles
Les familles originelles (Geschlechter) de Greppen sont les familles Greter et Pfrunder (anciennement orthographié Pfrüonder). On retrouve la première mention d'un Pfrüonder en 1545 avec Michael Pfrüonder. À ces deux lignées s'ajoutent des branches des familles (Familien) Küttel, Stalder et Feierabend,. L’orthographe originelle Pfrüonder a évolué en Pfrunder en Suisse (sans tréma sur le u concernant Greppen) et en France au 18e siècle sous l'orthographe Pfrunner.

## Patrimoine

### Paysage

#### Construit
En raison de la très bonne conservation du vieux village de Greppen (depuis le lac jusqu'au-dessus de la Wendelinsmatte), celui-ci est inscrit à l'inventaire des villages à protéger.

#### Végétal
Du fait de la thermorégulation par les eaux du lac, de son orientation, et de l'Effet de foehn, Greppen jouit d'un micro-climat plus doux que la région qui l'entoure. Les essences de châtaigniers, et parfois de yuccas et de palmiers sont endémiques, même si la commune voisine de Weggis orientée plein sud sur le lac peut s'enorgueillir d'un meilleur climat encore.
Greppen est située sur le Chestene Weg, le Sentier de la Châtaigne, qui relie Immensee à Brunnen via Küssnacht, Greppen, Weggis, Vitznau et Gersau et qui chemine à mi-pente du Rigi.
Greppen se trouve être également le point de départ d’une des plus belles routes de Suisse jusqu’à Beckenried. Reliant les trois cantons de Lucerne, Schwytz et Nidwald en une vingtaine de minutes, la route Greppen - Beckenried passe sur le lac des Quatre-Cantons via le bac de Gersau. Tracée à flanc de montagne, abritée du vent par le Mont Rigi, dominant le paysage, elle offre des vues spectaculaires sur la région.

### Patrimoine civil
- Maison Untermühle (Haus Untermühle), Seestrasse
- Maison Kapellmatt (Haus Kapellmatt im Dorf)

### Patrimoine religieux
Au 14e siècle, le village se met à vénérer Saint-Wendelin, patron des animaux domestiques (vaches, poules... puis chiens, chats, chiens...) et des champs. La première chapelle Saint-Wendelin, de style gothique, construite en 1488 laisse place à l'église Saint-Wendelin (catholique) bâtie en 1645.
Le Saint est à nouveau fêté le 20 octobre depuis 1946, où un pèlerinage d'ouvriers agricoles se rend à Greppen.

## Économie
La population de Greppen a très tôt diversifié ses moyens de subsistance.
L'élevage bovin et la pêche furent les premiers, avec la culture de la châtaigne, arbre endémique de Greppen en raison de la douceur du climat en rive de lac. La châtaigne constitua une des bases de l'alimentation jusqu'au 19e siècle, avant l'arrivée de la pomme de terre. Néanmoins, la tradition perdure, et un marché aux châtaignes, appelé Chestene-Chilbi, a toujours lieu à Greppen aujourd'hui, avec des produits à base de châtaignes et des spécialités régionales proposés sur les étals du marché. On exploitait aussi une carrière de pierre de tuf.
Pêche : principales espèces de poissons recensées et pêchées dans le Lac des Quatre Cantons :
- Recensées[8] :
  - Corégone (Coregonus zugensis, localement appelé Albeli) salmonidé qui ne se rencontre que dans le Lac des Quatre Cantons. L’espèce s’est éteinte dans le Lac de Zoug. Longueur : 20 cm, pouvant aller jusqu’à 25 ou 30 cm. Se prête à la pêche sportive. Poisson le plus péché du Lac. Constitue 54 % des stocks recensés en 2017.
  - Omble chevalier : autre salmonidé de chair très appréciée. Constitue 33 % des stocks recensés en 2017.
  - Cyprinidés. Constitue 9 % des stocks recensés en 2017.
  - Perche. Constitue 4 % des stocks recensés en 2017.
  - Brochet, truite et autres espèces : non recensées en 2017.
- Pêchées, dans l’ordre décroissant de volume péché[8] :
  - Corégone ou Albeli (nom local), ou Coregonus zugensis : 78 % des stocks pêchés en 2017 sur le Lac des Quatre Cantons.
  - Perche : 6 % des stocks pêchés.
  - Cyprinidés : 6 % des stocks pêchés.
  - Omble chevalier : 4 % des stocks pêchés.
  - Brochet : 4 % des stocks pêchés.
  - Truite : 1 % des stocks pêchés.
  - Autres espèces : 1  % des stocks pêchés.

Aujourd'hui, il ne reste que 17 fermes, la population vivant de l'agriculture et la pêche étant tombée à 32,9% (2000), ce qui reste néanmoins bien supérieur à la moyenne. 32,4% des habitants vivent de l'industrie et du commerce, 34,7% du secteur des services. L'industrie du tissage de la soie et du lin, très répandue au 19e siècle, a disparu. Les plus gros employeurs sont la restauration, le tourisme, mais aussi une scierie, l'industrie pharmaceutique et la construction. Mais de moins en moins De moins en moins de gens travaillent sur place : ils ne sont plus que 40 en 2000, alors que 280 habitants travaillent sur une autre commune : 26,8% dans le canton de Schwyz, 20,7% dans le canton de Zoug, 12,9% à Lucerne et 11,4% dans la commune voisine de Weggis.

### Fiscalité
Autour du lac, les communes suisses ont tendance à se rendre attractives en baissant la taxe fiscale, pratiquant ce qu'elles appellent un "Climat fiscal doux". Au sens figuré, le climat au bord du lac est plus doux: comme le montre la carte, les impôts dans les communes du canton de Lucerne situées sur le lac Sempacher et sur le lac de Lucerne sont nettement inférieurs à ceux des autres communes du canton.
Les communes les plus fiscalement avantageuses du canton de Lucerne avec leur assiette fiscale municipale à partir de 2014 - sur les 7 communes dont l'assiette fiscale municipale est inférieure à 1,6 %, deux se trouvent sur le lac de Sempach et 4 sur le lac de Lucerne.
Il est flagrant que quelqu'un qui doit payer deux fois et demie plus d'impôts municipaux dans une municipalité avec un taux d'imposition maximal de 2,4% que dans la communauté de Meggen, où de nombreux millionnaires bénéficient de la douceur du climat fiscal avec le taux d'imposition record de 0,978%. Celui de Lucerne était de 1,85% en 2014, légèrement inférieur à la moyenne cantonale de 1,88 %, tandis que la pression fiscale à Greppen était légèrement supérieure à la moyenne à 1,95 %, et ce malgré le lac.

## Transport
- Bateau : Depuis 1869, Greppen possède un embarcadère de la SGV, compagnie de transport qui officie sur le Lac. Il se trouve sur le parcours Küssnacht-Hertenstein / Weggis-Lucerne.
- Bus : depuis 1932 existe un service de bus SGV de Küssnacht vers Weggis. La ligne de bus Küssnacht (gare) - Weggis - Vitznau - Gersau - Brunnen (gare) est la plus importante.
- Chemin de fer : la gare de la plus proche de Greppen est Küssnacht, située sur la ligne Lucerne - Arth-Goldau. La gare de Brunnen sur la ligne du Saint-Gotthard.
- Route : l'autoroute la plus proche (A4) est accessible à Küssnacht, à 5 km. Cet échangeur a permis une amélioration de la desserte et une forte croissance de la population.

## Festivités
- La Saint-Wendelin, patron de Greppen, patron des bergers et du bétail, est fêtée le 20 octobre.
- Fête de la châtaigne de Greppen : Chestene Chilbi (suisse allemand de Greppen pour dire Kastanien Kirchweih). Elle a lieu le quatrième dimanche d’octobre (le 25 octobre 2020). Plus grand marché aux châtaignes de Suisse alémanique. La châtaigne y est mise à l’honneur sous toutes ses formes et spécialités. Orchestres.

## Personnalités liées à la commune
- William Turner (1789-1862) a peint des vues du Lac de Lucerne entre 1840 et 1844, notamment à partir des pentes nord-ouest du Rigi. Il est donc passé par Greppen.
- Otto Betschmann (1884-1959), peintre, fils de Veronika Greter (1847-1914), native de Greppen, mariée avec Xaver Betschmann[10].
- Hans Heinrich Wägmann (1557, Zurich - ca.1627, Lucerne). En 1617, il peint les deux retables « L’Annonciation à Marie » et « Marie avec Jésus et Jean » pour l'église Saint-Wendelin de Greppen, aujourd’hui exposés au Palais de la culture et des congrès de Lucerne (KKL).
- La famille Von Greppen (Greppon)[11]. Famille lucernoise éteinte. Armoiries : une croix de Saint-André avec ou sans chef.
  - 1. Heinrich, cité en 1259.
  - 2. Werner, cité de 1307 à 1329, du Conseil.
  - 3. Heinrich, dominus et magister du couvent de bénédictins en 1319.
  - 4. Walter, cité de 1325 à 1341, du Conseil 1330.
  - 5. Johann l’aîné, fils de Werner (no 2), amtmann du couvent d’Engelberg en 1330.
- Jean Arp (1886-1966), venu de Strasbourg, a vécu « entre Greppen et Weggis » de 1908 à 1911. Il y a fondé le premier mouvement d’artistes modernes suisse « Moderne Bund ». En 1908, dans «Unsern Täglichen Traum» [Notre rêve quotidien], il raconte la douloureuse genèse de sa vocation qui a eu lieu à l'ombre de la solitude du Rigi : « Entre 1908 et 1910, effectuais mes premières tentatives pour déconstruire les formes de l’art académique. Ce fut une période douloureuse. Je vivais en solitaire en Suisse au pied du Rigi, entre Weggis et Greppen. En hiver, je ne voyais pas l’ombre d’un humain pendant des mois. Je lisais, j’écrivais, je dessinais, je créais de minuscules sculptures, et regardais à travers la fenêtre de ma petite chambre les montagnes couvertes de nuages de neige. C'était un paysage abstrait d'une austérité sans compromis. Pendant que j’étais aux prises avec l'art abstrait comme Jacob luttant avec l'ange, le silence était parfois brisé par les cris de mon voisin menuisier qui hurlait en dialecte : «Amène-toi, petit chaton». Au début de l'hiver, il faisait mariner des chats dans du vinaigre et de délicieuses épices... 
Au travers des magazines et de voyages à Paris, Munich et Berlin, je me tenais au courant des derniers courants artistiques. Je découvrais Delaunay, Klee, Kandinsky, Herwarth Walden et sa revue expressionniste "Sturm". J'ai pris part au petit collectif d'artistes suisses qui a  organisé sa première exposition à l'Hôtel du lac à Lucerne. Je me débattais avec mon travail, sans réussir à choisir ma voie, sans obtenir de résultat. Parfois j’étais attiré par le monde intérieur, parfois par le monde extérieur. J'ai détruit tout mon travail de cette époque. Ces grands tableaux de paysages, de personnes ou d’objets, aux aplats de noir, de gris et de blanc ne ressemblaient en rien à de l’abstraction comme le cubisme pouvait le faire. Mes toiles, résultat de plusieurs mois d’un travail pénible, étaient réalisées avec un tissu noir recouvert d'un réseau de caractères, d’alphabet runique, de lignes, de taches. Mes amis artistes hochaient la tête en pensant qu'il s'agissait de croquis préparatoires ratés. Seul le peintre russe Rossiné venu me voir à cette époque a porté un regard compréhensif et inattendu à mes expériences. Rossiné m'a montré certains de ses dessins où il utilisait les points et les courbes de couleur pour représenter son monde intérieur d'une manière que je n’avais jamais aperçu auparavant. Lui et moi, on était arrivés à l'art concret. »

## Image

Greppen, vu depuis Meggen, de l'autre côté du lac

## À lire
- J. Muheim-Büeler, J. Studhalter: Greppen. 1997 (en allemand).
- Barbara Hennig, André Meyer: Die Kunstdenkmäler des Kantons Luzern, Band II: Das Amt Luzern. Die Landgemeinden. Hrsg. von der Gesellschaft für Schweizerische Kunstgeschichte GSK. Bern 2009 (Kunstdenkmäler der Schweiz Band 116).  (ISBN 978-3-906131-90-0). S. 129–143 (en allemand).

## Galerie

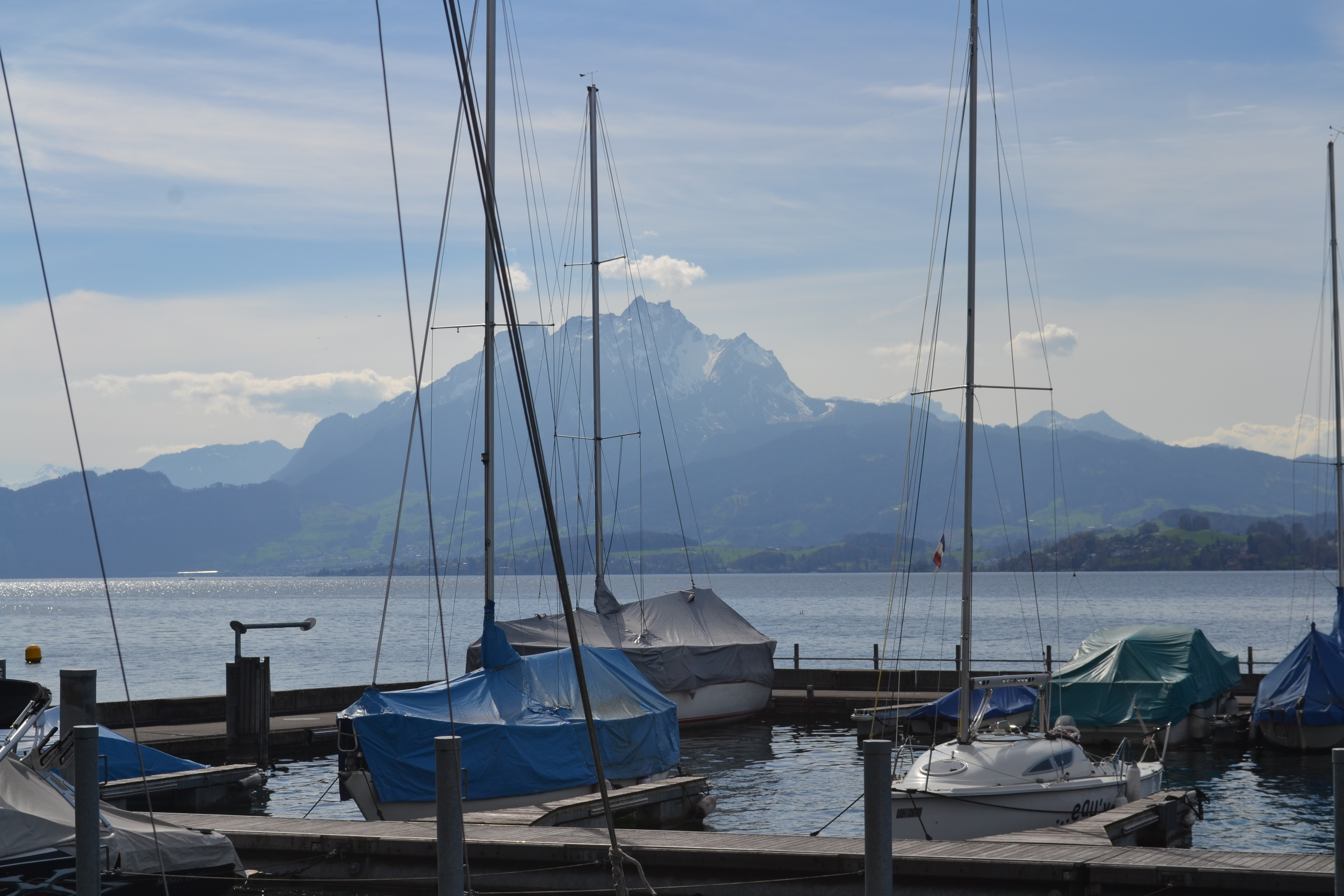
Vue sur le petit port de plaisance de Greppen et sur le Mont Pilate
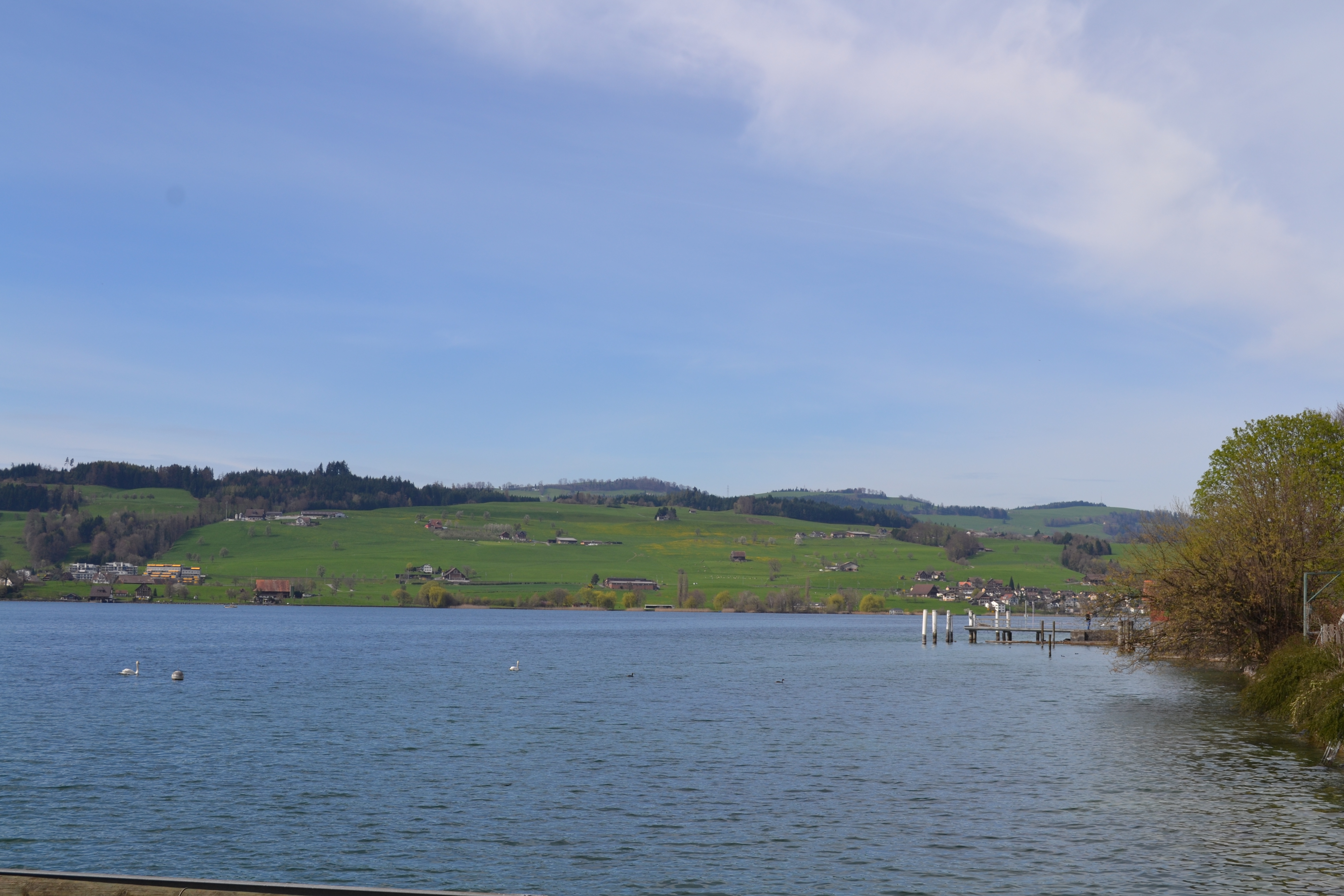
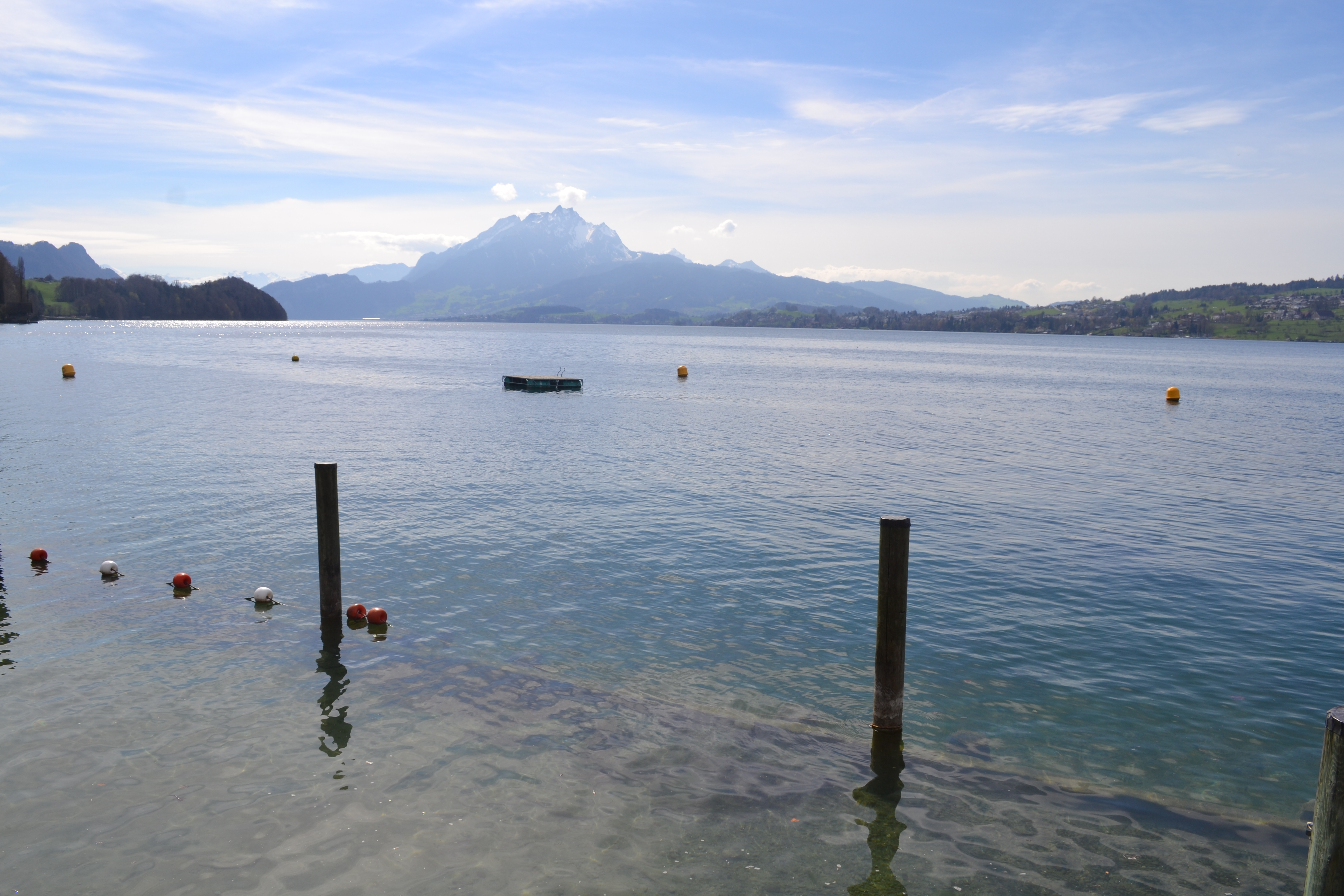
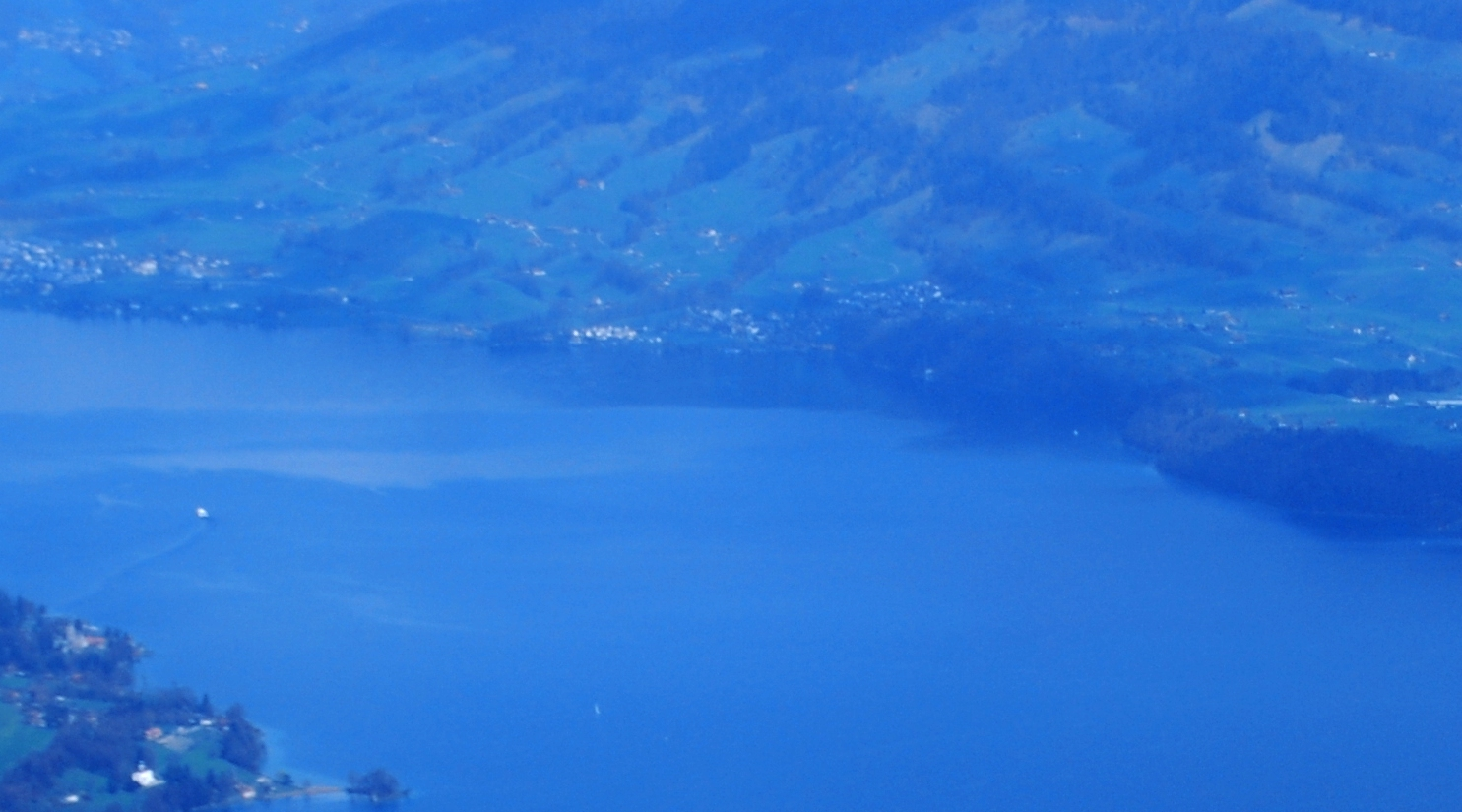
Vu du Mont Pilate (2128 m)
Scierie Zimmermann
Hotel Eichholteren, Greppen
Greppen et Küssnacht